# Peur turque
 (mars 2020).
- Si vous ne connaissez pas le sujet, laissez ce bandeau (vous pouvez alors contacter les auteurs).
- Si vous supprimez le contenu mis en cause (vous pouvez préalablement contacter les auteurs),

argumentez précisément cette suppression dans la page de discussion
(un manque de référence n'est pas un argument ; une recherche réelle de référence doit avoir été effectuée, être formellement documentée).
 (mai 2024).

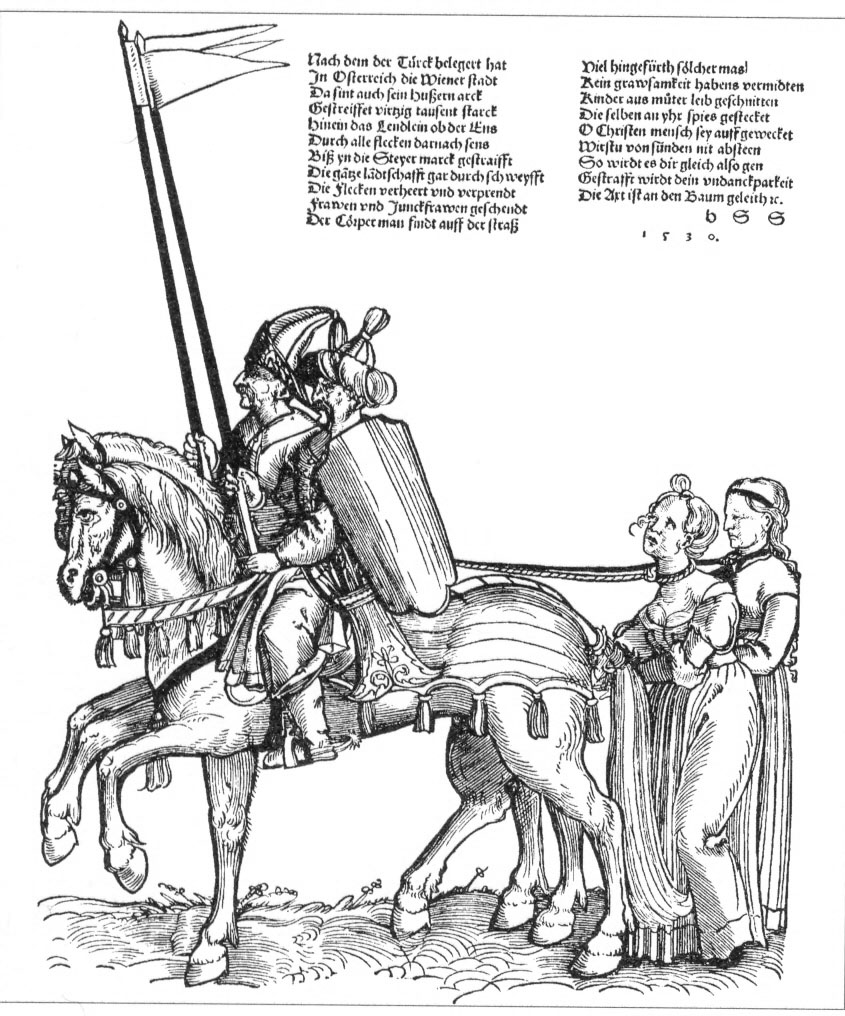
Deux Turcs avec deux filles captives : les résidents de l'Autriche intérieure (Styrie) sont kidnappés par les Ottomans et réduits en esclavage - gravure sur bois

La peur turque ou la menace turque est une expression[réf. nécessaire] désignant des sentiments sociaux fatalistes et apocalyptiques en Europe occidentale, et en particulier en Italie et en Allemagne, après la chute de Constantinople, et surtout aux XVIe – XVIIe siècles pendant la Hongrie ottomane, les deux batailles de Mohács - en 1526 et 1687 avec les deux sièges de Vienne - jusqu'à la toute fin de la grande guerre turque[réf. nécessaire].
Au XVIe siècle, environ 2 500 ouvrages imprimés ont été publiés sur les Turcs en Europe (dont plus de 1 000 en allemand)[réf. nécessaire]. Dans ces publications, l'image du «Turc assoiffé de sang»[source insuffisante] est mise en avant.